# Svarttjärnen (Degerfors socken, Västerbotten, 711620-168025)
Svarttjärnen är en sjö i Vindelns kommun i Västerbotten och ingår i Umeälvens huvudavrinningsområde. Svarttjärnen ligger i Åtmyrberget Natura 2000-område.